# Elección presidencial de Chile de 1910
La elección presidencial de Chile de 1910 no ocurrió como tal. Los candidatos que aspiraban a competir eran el nacional Agustín Edwards McClure y el liberal-democrático Juan Luis Sanfuentes; sin embargo, el fallecimiento del presidente Pedro Montt el 16 de agosto de ese año en Bremen, Imperio Alemán, obligó a suspender el proceso de campaña electoral; le sucedió Elías Fernández Albano en su calidad de ministro de Interior, pero también falleció poco después, el 6 de septiembre. Este segundo luto hizo que los partidos del Congreso decidiesen suspender las votaciones para elegir al nuevo presidente. El mandato fue finalizado por Emiliano Figueroa Larraín en su calidad de ministro más antiguo —quien tuvo que encabezar las celebraciones del Centenario de Chile—, y los partidos políticos eligieron por consenso a Ramón Barros Luco como presidente de la República, hombre de vasta sabiduría y experiencia política, que al llegar al poder tenía 75 años de edad y una larga trayectoria en el ámbito político-administrativo del país.